# Места (село)
Мѐста е село в Югозападна България, община Банско, област Благоевград.

## География
Селото е разположено на 660 метра надморска височина по десния бряг на река Места, на пътя Банско – Гоце Делчев. Населението е около 260 души. На 9 km от Места се намира село Обидим.

## История
Преди да получи статут на село, Места е било известно като Обидимски ханове.
Най-голямата забележителност на Места е църквата „Свети Георги“. Строителството на храма започва през 1996 г. и е завършено през 2008 г. Наблизо е разположен и манастирът „Свети Панталеймон“.
Сравнително ново село от 1965 година, разположено от десния бряг на река Места, в Пирин и Родопа планина.
Предполага се, че на тази територия още в античната епоха е съществувало селище, за което свидетелстват множество кирпични отломки, намиращи се при обработване на земята в землището на селото, намерените делви при извършващото се строителство на сгради и разкритите гробове и кости в района на сега съществуващата здравна служба.
През 1957 година се построява сегашното действащо училище „Св. св. Кирил и Методий“, като голяма заслуга за това има тогавашният кмет на селото Борис Петков. В него се обучават ученици от селата Гостун, Филипово и Осеново, като за негов директор е назначен Мария Петкова. През 1961 година за директор е назначен Цоло Цолов, който разширява училището като изгражда ново крило, включващо ученическа работилница и физкултурен салон.
В периода 1974 - 1978 година село Места се поставя началото на благоустрояването на селото, като се изгражда и асфалтира главния път Добринище - Гоце Делчев, реконструира се улично осветление. След 1979 година се асфалтират вътрешните улици на селото, извършва се канализиране, изгражда се трудови начала, довеждащ водопровод до село Места, ново общежитие за ученици, където в момента са отдадени общински апартаменти под наем и се помещава ЦДГ с. Места, открита през 1992 година.
Добре уредено, благоустроено, през 2014 година реализиран нов проект за реконструкция на тротоари и улично осветление. 
Действащо горско стопанство, даващо поминък на населението от района. Съществува поща, обслужваща населението от всички села. 
Нова водопроводна и канализационна мрежа. 
Действащо основно училище със статут на средищно и защитено, в което се обучават деца от всички населени места в района.

## Население

### Етнически състав
|                     | Численост |
| Общо                | 242       |
| Българи             | 239       |
| Турци               | 0         |
| Цигани              | 0         |
| Други               | 0         |
| Не се самоопределят | 0         |
| Неотговорили        | 1         |